# 萊姆斯普林斯 (愛荷華州)
萊姆斯普林斯（英語：Lime Springs）是一個位於美國愛荷華州霍華德縣的城市。

## 地理
萊姆斯普林斯的座標為43°26′58″N 92°16′52″W / 43.44944°N 92.28111°W，而該地的平均海拔高度為378米（即1240英尺）。

## 人口
根據2010年美國人口普查的數據，萊姆斯普林斯的面積為2.64平方千米，當中陸地面積為2.64平方千米，而水域面積為0.00平方千米。當地共有人口505人，而人口密度為每平方千米191人。